# 애플리케이션 수명 주기 관리
애플리케이션 수명 주기 관리(Application lifecycle management, ALM)는 컴퓨터 프로그램의 제품 수명 주기 관리(거버넌스, 개발 및 유지보수)이다. 여기에는 요구사항 관리, 소프트웨어 구조, 컴퓨터 프로그래밍, 소프트웨어 테스트, 소프트웨어 유지보수, 변경 관리, 지속적 통합, 프로젝트 관리 및 배포 관리가 포함된다.

## ALM 대 소프트웨어 개발 수명 주기
ALM은 요구사항, 설계, 코딩, 테스트, 구성, 프로젝트 관리 및 변경 관리와 같은 소프트웨어 개발 단계에 국한되는 소프트웨어 개발 수명 주기(SDLC)보다 더 넓은 관점이다. ALM은 애플리케이션이 더 이상 사용되지 않을 때까지 개발 이후에도 계속되며, 여러 SDLC에 걸쳐 있을 수 있다.

## 통합 ALM
현대의 소프트웨어 개발 프로세스는 여러 위치에서 여러 도구를 사용하여 다양한 팀이 관리하는 개별 ALM/SDLC 단계에만 국한되지 않는다. 실시간 협업, 중앙 집중식 데이터 저장소 액세스, 도구 간 및 프로젝트 간 가시성, 더 나은 프로젝트 모니터링 및 보고는 더 짧은 시간에 고품질 소프트웨어를 개발하는 데 중요하다.
이로 인해 모든 도구와 도구 사용자가 애플리케이션 개발 단계 전반에 걸쳐 서로 동기화되는 통합 애플리케이션 수명 주기 관리 또는 통합 ALM이 등장하게 되었다. 이 통합은 모든 팀 구성원이 개발 프로세스 중에 이루어진 변경 사항에 대해 누가, 무엇을, 언제, 왜 변경했는지 알 수 있도록 하며, 막판에 배송 지연 또는 프로젝트 실패를 야기하는 예상치 못한 문제가 발생하지 않도록 한다.
오늘날의 애플리케이션 관리 공급업체는 타사 최고급 도구 통합을 위한 API 관리 기능에 더 중점을 둔다. 이를 통해 조직은 프로젝트에 필요한 모든 IT 또는 ALM 도구와 쉽게 통합될 수 있는 내부 소프트웨어 개발 시스템을 잘 갖추게 된다.
조사 회사인 가트너의 연구 이사는 ALM이라는 용어를 소프트웨어 개발(Dev)과 소프트웨어 운영(Ops)을 통합하는 것을 목표로 하는 소프트웨어 엔지니어링 문화 및 실천인 데브옵스를 포함하도록 ADLM(Application Development Life-cycle Management)으로 변경할 것을 제안했다.

## ALM 소프트웨어 제품군
ALM을 위한 일부 전문 소프트웨어 제품군은 다음과 같다.
| 이름                                                             | 출시자          |
| ---------------------------------------------------------------- | --------------- |
| 애저 데브옵스 (Visual Studio Application Lifecycle Management용) | 마이크로소프트  |
| 엔터프라이즈 아키텍트                                            | Sparx Systems   |
| 깃랩                                                             | 깃랩            |
| Helix ALM                                                        | Perforce        |
| IBM 래셔널                                                       | IBM             |
| 지라                                                             | 아틀라시안      |
| Micro Focus Application Lifecycle Management                     | 마이크로 포커스 |
| 마일린                                                           | 이클립스 재단   |
| Parasoft DTP                                                     | Parasoft        |
| 프로테코드 시스템 4                                              | Protecode       |
| PTC Integrity                                                    | PTC             |
| 펄스                                                             | Genuitec        |
| 로켓 알돈                                                        | 로켓 소프트웨어 |
| SAP 솔루션 매니저                                                | SAP             |
| StarTeam                                                         | 볼랜드          |
| 팀포지                                                           | 콜랩넷          |
| 툴립                                                             | Enalean         |

## 같이 보기
- 소프트웨어 개발 수명 주기
- 소프트웨어 프로젝트 관리
  - 프로젝트 관리 소프트웨어 비교
  - 버그 추적 시스템
  - 포지 (소프트웨어)

## 추가 자료
- Keuper, Frank; Oecking, Christian; Degenhardt, Andreas; Verlag, Gabler (2011). 《Application Management: Challenges - Service Creation - Strategies》. ISBN 978-3-8349-1667-9.
- Linnartz, Walter; Kohlhoff, Barbara; Heck, Gertrud; Schmidt, Benedikt (2004). 《Application Management Services und Support》. Publicis Corporate Publishing. ISBN 3-89578-224-6.
- “Gartner Market Scope for ALM 2010”.
- Hüttermann, Michael (2011). 《Agile Application Lifecycle Management》. Manning. ISBN 978-1-935182-63-4.